# Гидролизат
Гидролизат — это какой-либо продукт, полученный в результате гидролиза.
Белковый гидролизат (гидролизат протеина) — это частично расщепленный белок, который представляет собой фрагменты из нескольких связанных аминокислот. Белки подвергают гидролизу, чтобы они лучше усваивались человеческим организмом или организмом животного.
Белковый гидролизат, получаемый, например, из рыбьих голов, хребтов, хрящей, чешуи, может использоваться для производства более дешёвой пищевой продукции, кормов для домашних животных, а также диетических пищевых продуктов различного рода.